# Thaise Wikipedia
De Thaise Wikipedia (Thai: วิกิพีเดียภาษาไทย) is een uitgave van de online encyclopedie Wikipedia in het Thai.
De Thaise Wikipedia ging op 25 december 2003 van start. Op 12 november 2011 bereikt de encyclopedie de grens van de 70.000 artikelen. Het is de op een na grootste online encyclopedie in Thailand, na het Thai Junior Encyclopedia Project. Echter, door veel Thaise internetgebruikers wordt het meer gebruikt dan de net genoemde andere encyclopedie. Een belangrijk verschil tussen de twee is dat het Thai Junior Encyclopedia Project geen GNU-licentie voor vrije documentatie heeft, en Wikipedia wel. Op 18 februari 2009 had de Thaise Wikipedia 60.000 geregistreerde gebruikers.